# 289-я стрелковая дивизия (2-го формирования)
289-я стрелковая дивизия — воинское соединение Вооружённых сил СССР, принимавшее участие в Великой Отечественной войне

## История
Сформирована на Карельском фронте на основании постановления ГКО СССР № 758сс от 10 октября 1941 года на базе 5-й Мурманской стрелковой бригады. В действующую армию поступила 15 октября 1941 года, войдя в состав Медвежьегорской опергруппы Карельского фронта.
В составе Масельской опергруппы участвовала в Медвежьегорской наступательной операции (3 — 10 января 1942 года). В дальнейшем продолжала действовать на Медвежьегорском направлении, занимая позиционную оборону. 10 марта 1942 года вошла в состав 32-й армии Карельского фронта.
Участвовала в Свирско-Петрозаводской наступательной операции (21 июня — 9 августа 1944 года). 14 ноября 1944 года вместе с другими дивизиями 32-й армии выведена в резерв Ставки ВГК. В дальнейшем дислоцировалась на территории Беломорского ВО. Расформирована в 1955 году.

## Полное название
289-я стрелковая дивизия

## Подчинение
| Дата            | Фронт (округ)               | Армия      | Корпус (группа)                    | Примечания                 |
| --------------- | --------------------------- | ---------- | ---------------------------------- | -------------------------- |
| 01.11.1941 года | Карельский фронт            |            | Медвежьегорская оперативная группа | с 15.10.1941               |
| 01.12.1941 года | Карельский фронт            |            |                                    |                            |
| 01.01.1942 года | Карельский фронт            |            | Масельская оперативная группа      | с 26.12.1941               |
| 01.02.1942 года | Карельский фронт            |            | Масельская оперативная группа      |                            |
| 01.03.1942 года | Карельский фронт            |            | Масельская оперативная группа      | по 10.03.1942              |
| 01.04.1942 года | Карельский фронт            | 32-я армия |                                    |                            |
| 01.05.1942 года | Карельский фронт            | 32-я армия |                                    |                            |
| 01.06.1942 года | Карельский фронт            | 32-я армия |                                    |                            |
| 01.07.1942 года | Карельский фронт            | 32-я армия |                                    |                            |
| 01.08.1942 года | Карельский фронт            | 32-я армия |                                    |                            |
| 01.09.1942 года | Карельский фронт            | 32-я армия |                                    |                            |
| 01.10.1942 года | Карельский фронт            | 32-я армия |                                    |                            |
| 01.11.1942 года | Карельский фронт            | 32-я армия |                                    |                            |
| 01.12.1942 года | Карельский фронт            | 32-я армия |                                    |                            |
| 01.01.1943 года | Карельский фронт            | 32-я армия |                                    |                            |
| 01.02.1943 года | Карельский фронт            | 32-я армия |                                    |                            |
| 01.03.1943 года | Карельский фронт            | 32-я армия |                                    |                            |
| 01.04.1943 года | Карельский фронт            | 32-я армия |                                    |                            |
| 01.05.1943 года | Карельский фронт            | 32-я армия |                                    |                            |
| 01.06.1943 года | Карельский фронт            | 32-я армия |                                    |                            |
| 01.07.1943 года | Карельский фронт            | 32-я армия |                                    |                            |
| 01.08.1943 года | Карельский фронт            | 32-я армия |                                    |                            |
| 01.09.1943 года | Карельский фронт            | 32-я армия |                                    |                            |
| 01.10.1943 года | Карельский фронт            | 32-я армия |                                    |                            |
| 01.11.1943 года | Карельский фронт            | 32-я армия |                                    |                            |
| 01.12.1943 года | Карельский фронт            | 32-я армия |                                    |                            |
| 01.01.1944 года | Карельский фронт            | 32-я армия |                                    |                            |
| 01.02.1944 года | Карельский фронт            | 32-я армия |                                    |                            |
| 01.03.1944 года | Карельский фронт            | 32-я армия |                                    |                            |
| 01.04.1944 года | Карельский фронт            | 32-я армия |                                    |                            |
| 01.05.1944 года | Карельский фронт            | 32-я армия |                                    |                            |
| 01.06.1944 года | Карельский фронт            | 32-я армия |                                    |                            |
| 01.07.1944 года | Карельский фронт            | 32-я армия |                                    |                            |
| 01.08.1944 года | Карельский фронт            | 32-я армия |                                    |                            |
| 01.09.1944 года | Карельский фронт            | 32-я армия |                                    | по 01.09.1944              |
| 01.10.1944 года | Карельский фронт            | 32-я армия | 135-й стрелковый корпус            |                            |
| 01.11.1944 года | Карельский фронт            | 32-я армия | 135-й стрелковый корпус            |                            |
| 01.12.1944 года | Архангельский военный округ |            |                                    | с 14.11.1944 по 15.12.1944 |
| 01.01.1945 года | Беломорский военный округ   |            | 4-й стрелковый корпус              |                            |
| 01.02.1945 года | Беломорский военный округ   |            | 4-й стрелковый корпус              |                            |
| 01.03.1945 года | Беломорский военный округ   |            | 4-й стрелковый корпус              |                            |
| 01.04.1945 года | Беломорский военный округ   |            | 4-й стрелковый корпус              |                            |
| 01.05.1945 года | Беломорский военный округ   |            | 4-й стрелковый корпус              |                            |

## Состав
- 1044-й стрелковый полк
- 1046-й стрелковый полк
- 1048-й стрелковый полк
- 821-й артиллерийский полк
- 335-й отдельный истребительно-противотанковый дивизион (с 04.05.1942)
- 354-я отдельная разведывательная рота
- 590-й отдельный сапёрный батальон
- 755-й отдельный батальон связи (911-я отдельная рота связи)
- 339-й медико-санитарный батальон
- 388-я отдельная рота химический защиты
- 425-я (209-я) автотранспортная рота
- 58-я полевая хлебопекарня
- 647-й дивизионный ветеринарный лазарет
- 1518-я полевая почтовая станция
- 931-я полевая касса Госбанка

## Командиры
- 10 октября 1941 года — 20 октября 1941 года: Макшанов, Дмитрий Фролович, полковник
- 21 октября 1941 года — 27 марта 1942 года: Чернуха, Николай Антонович, полковник
- 28 марта 1942 года — 28 июня 1944 года: Томмола, Тойво Викторович, генерал-майор
- 19 июня 1942 года — 09 мая 1945 года: Чернуха Николай Антонович, генерал-майор

## Отличившиеся воины
- Семёнов, Алексей Фадеевич, ефрейтор, командир отделения 590 отдельного сапёрного батальона.[2]

## Известные люди дивизии
- В 1942 году в дивизии полковым инженером служил Николай Васильевич Огарков, в будущем Маршал Советского Союза.